# Sansevieria ehrenbergii
Dracaena ehrenbergii (Sansevieria ehrenbergii) es una especie de Dracaena (Sansevieria) perteneciente a la familia de las asparagáceas, originaria de  África oriental en Somalia.
Ahora se la ha incluido en el gen de Dracaena debido a los estudios moleculares de su filogenia.

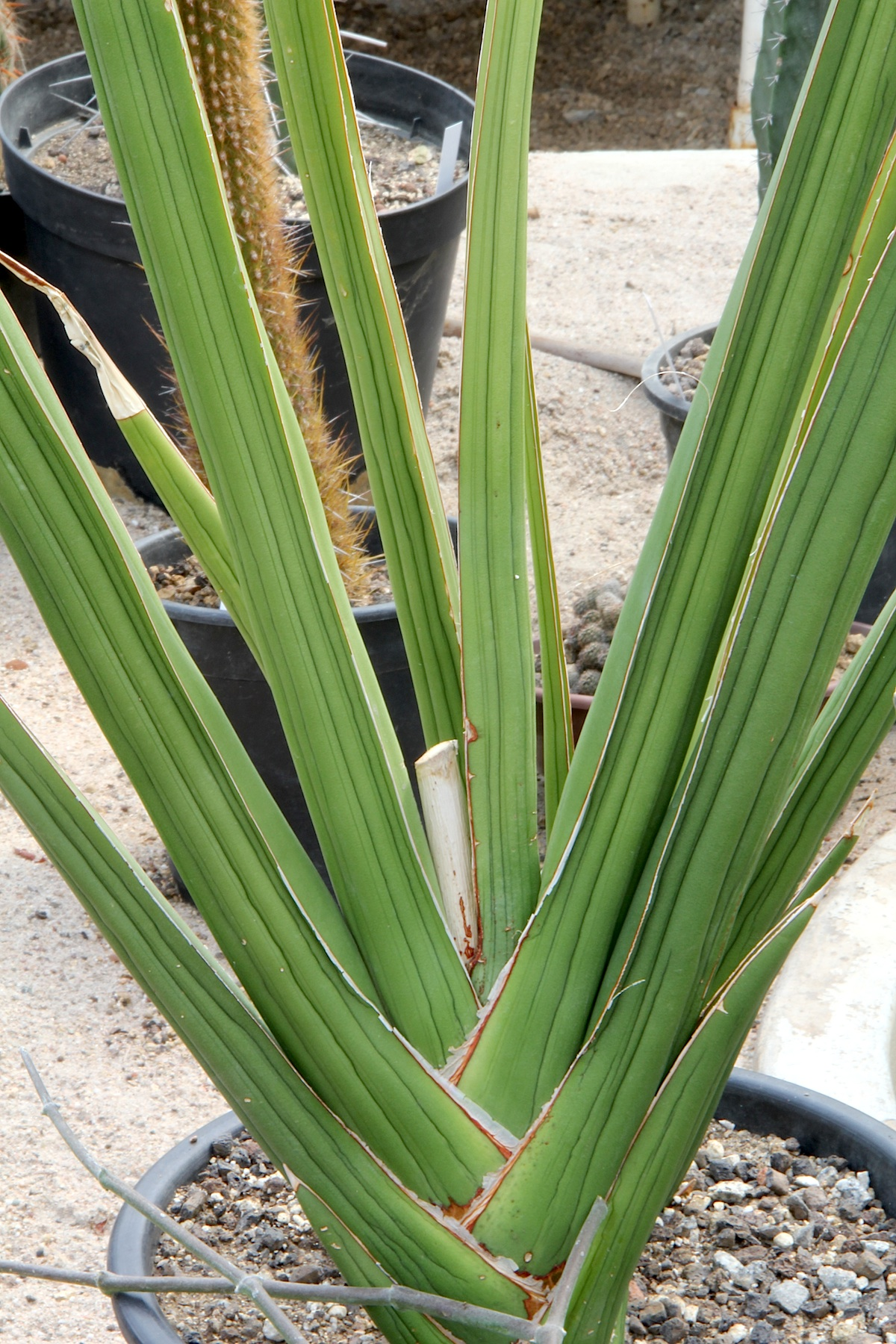
Detalle de las hojas

## Descripción
Es una planta herbácea con tallo aéreo que alzanza un tamaño de 25 cm de alto. Las hojas en número de 5-9, en dos filas, miden 75-180 x 2,5-4 cm, comprimidas lateralmente con los lados aplanados, redondeadas en la parte posterior, con un canal triangular a lo largo desde arriba y con 5-12 surcos poco profundos, hacia arriba, disminuye hasta la punta de espina, es de color verde oscuro con líneas longitudinales negro-verdosas, los márgenes de agudos, de color marrón rojizo con bordes en blanco membranosos. La inflorescencia es una panícula de 2 m de altura, muy ramificada, con 4-7 flores en un clúster.

## Taxonomía
Sansevieria ehrenbergii fue descrita por Schweinf. ex Baker y publicado en Journal of the Linnean Society, Botany 14: 549, en el año 1875.
Etimología
Sansevieria nombre genérico que debería ser "Sanseverinia" puesto que su descubridor, Vincenzo Petanga, de Nápoles, pretendía dárselo en conmemoración a Pietro Antonio Sanseverino, duque de Chiaromonte y fundador de un jardín de plantas exóticas en el sur de Italia. Sin embargo, el botánico sueco Thunberg que fue quien lo describió, lo denominó Sansevieria, en honor del militar, inventor y erudito napolitano Raimondo di Sangro (1710-1771), séptimo príncipe de Sansevero.
ehrenbergii: epíteto otorgado en honor del botánico alemán Christian Gottfried Ehrenberg.
Sinonimia
- Acyntha ehrenbergii (Schweinf. ex Baker) Kuntze
- Acyntha rorida (N.E.Br.) Chiov.
- Dracaena hanningtonii Baker
- Pleomele hanningtonii (Baker) N.E.Br.
- Sanseverinia rorida Lanza
- Sansevieria rorida (Lanza) N.E.Br.[9]